# San Isidro, Iliatenco
San Isidro är en ort i Mexiko.   Den ligger i kommunen Iliatenco och delstaten Guerrero, i den sydöstra delen av landet, 270 km söder om huvudstaden Mexico City. San Isidro ligger 1 300 meter över havet och antalet invånare är 139.
Terrängen runt San Isidro är bergig åt nordost, men åt sydväst är den kuperad. Runt San Isidro är det ganska glesbefolkat, med 43 invånare per kvadratkilometer. Närmaste större samhälle är El Rincón, 8,6 km söder om San Isidro. I omgivningarna runt San Isidro växer i huvudsak städsegrön lövskog.